# Спиридон Попхристов
Спиридон Попхристов (на гръцки: Σπυρίδων Παπαχρήστου, Παπαδόπουλος) е гръцки учител и революционер от Костурско, деец на Гръцката въоръжена пропаганда.

## Биография
Спиридон Попхристов е роден в 1887 година в костурското село Олища, тогава в Османската империя, днес Мелисотопос, Гърция, в семейството на видния гъркомански свещеник и революционер поп Христо Попмихайлов. От 1898 до 1905 година учи в гръцкото седемкласно училище в Костур. На 17 декември 1905 година се записва в семинарията на Апокалипсиса на остров Патмос, изпратен от костурския митрополит Герман Каравангелис. Става член на Дружеството за разпространение на гръцката просвета, начело с Маркос Драгумис. През лятото на 1906 година се прехвърля в Семинарията „Анатоли“ близо до Вати на Самос. Завършва на 30 юни 1909 година и започва да преподава в Горенци и Хрупища, където освен с учителство се занимава и с революционна дейност. Участва в създаването на Дружеството на македонските учители на 18 февруари 1909 г. под егидата на митрополит Александър Солунски и през есента започва да преподава в гръцкото училище в Горенци, където остава и на следната 1910 - 1911 учебна година, в периода на най-голямото настъпление на българщината. По своите думи преподава „с револвер в ръка“. Три пъти е арестуван от османските власти за революционна дейност. Затворен е за три месеца в Корчанския затвор по български донос. Успява да избяга и се крие три месеца в битолското гръцко консулство до освобождаването си в 1912 година. В 1913 година използва гръцките военни в Костурско за изравняване на сметките с българските активисти в областта.
След присъединяването на Костурско към Гърция, в периода 1913 – 1915 година преподава 8 месеца в Клисура и две години в Олища. В Клисура се жени за Ифигения Васили Гогу (1895 - 1982). От 1915 до 1921 година преподава в мъжките и женските училища в Клисура. През август 1921 година заминава за една година за Америка да види братята си. В учебната 1922 - 1923 година преподава за три месеца в Куманичево, а след това отново в Клисура до 1929 година. В Клисура се опитва да задуши румънското училище, което в 1915 година има 60-70 ученици, а в 1937 година само 5-6 къщи. След опит да беде преместен отново в Горенци, на 1 октомври 1939 година подава оставка, наследен в Клисура от Михаил Папамихаил. На изборите на 5 март 1950 година е кандидат за Лерин от партията Национален строй на трудовия народ. Умира на 8 февруари 1964 година и е погребан в гробищната църква „Свети Атанасий“ в Клисура.